# Strobl
Strobl (někdy též Strobl am Wolfgangsee) je obec v okrese Salcburk-okolí (Flachgau) v severovýchodní části rakouské spolkové země Salcbursko, přímo na hranici s Horním Rakouskem. Obec se skládá ze čtyř katastrálních území a částí (Katastralgemeinde): Aigen, Gschwendt, Strobl a Weissenbach.

## Geografie
Strobl se rozkládá na východní straně jezera Wolfgangsee v rekreační oblasti Solná komora (Salzkammergut), poblíž vesnice St. Gilgen a hornorakouských obcí St. Wolfgang a Bad Ischl. Obec má 3630 obyvatel (k lednu 2017) a zaujímá plochu 93,89 km². Obě hlavní silnice (č. 158) ze Salcburku a St. Gilgenu do Bad Ischlu a cesta do St. Wolfgangu vedou jen po okraji Stroblu, takže Strobl je ušetřen tranzitní dopravy. Kolem jezera leží kromě Stroblu ještě několik obcí, ty hlavní jsou St. Wolfgang a St. Gilgen na druhém konci jezera Wolfgangsee, a vesnička Weissenbach bei Strobl.

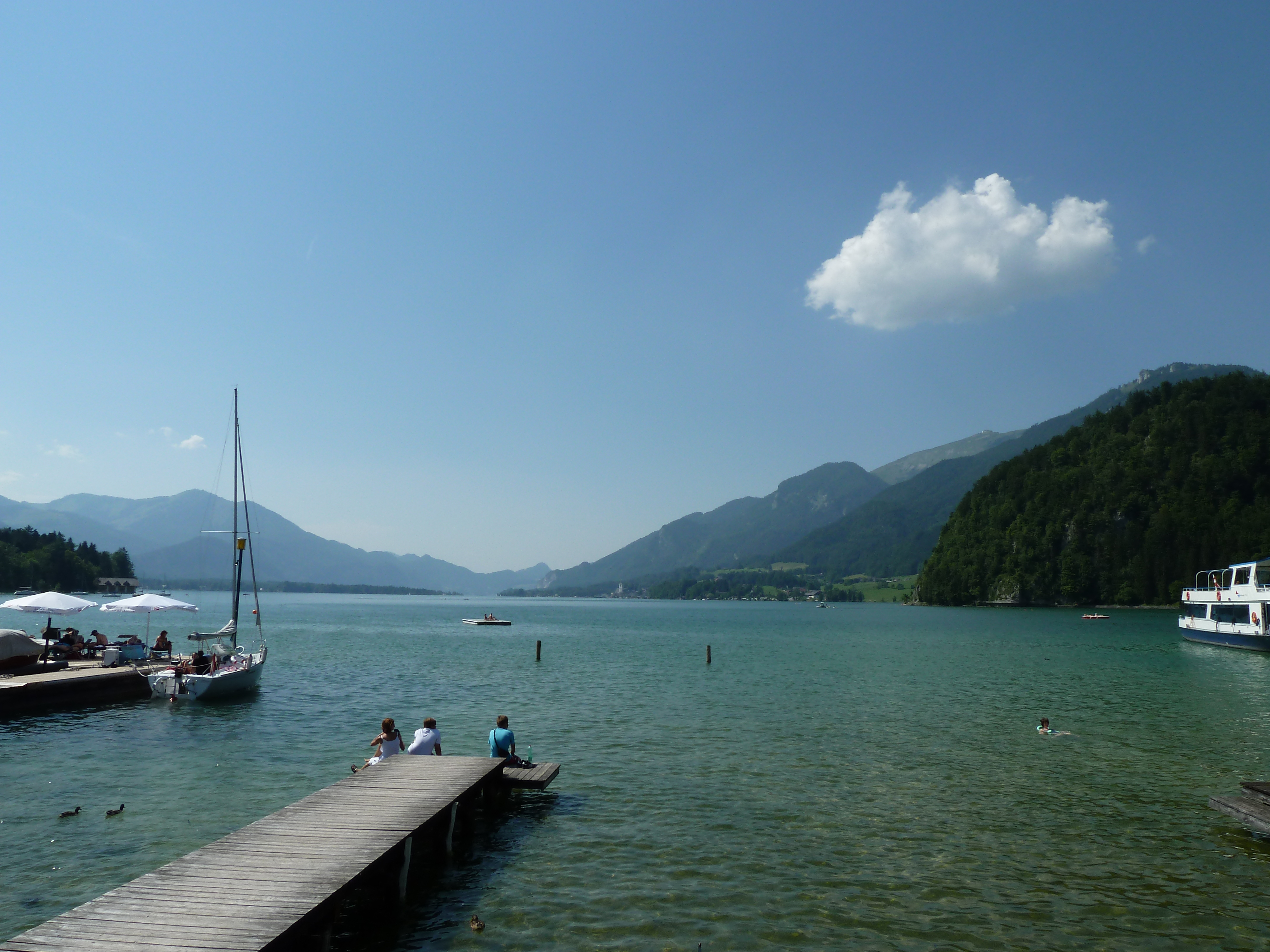
nábřeží

Po jezeře jezdí menší lodě. Vídeňská univerzita provozuje ve Stroblu Bundesinstitut für Erwachsenenbildung – vzdělávací instituci pro dospělé a časté místo vědeckých konferencí. V centru vlastního Stroblu je promenáda po břehu jezera, kde je možné vidět sochy Toniho Schneider-Manzelly, Ilse Sprohara a Evy Mazzucco.
Proslulé město St. Wolfgang se nachází v dostupné pěší vzdálenosti a společné exkurze ze Stroblu zahrnují náhorní plošinu Postalm a horu Schafberg (1783m), na který se dá vyjet zubačkou Schafbergbahn, stejně jako lázeňské město Bad Ischl, kde často trávil léta rakouský císař František Josef I. Místní atrakcí jsou Laimerovi rodinní lidoví hudebníci. Oblast je v létě oblíbená pro pěší turistiku a vodní sporty, v zimě pro lyžování, a je dobře obsloužena hotely a penziony. Bývalá úzkorozchodná železnice Salzkammergut-Lokalbahn do Salcburku je mimo provoz od roku 1957 a dnes slouží jako cyklostezka.

## Historie
Jméno Strobl původně znamenalo „zakrslý“ nebo „zanedbaný“. Jméno obce sahá až do 14. století, kdy bylo Wolfgangsee známé jako Abersee a Friedrich Stroblo se jevil jako vlastník Seege – rybníka či jezu. Wolf Strobl převzal majetku z rodiny Laimerů asi v roce 1553, který se stal známý jako Am Schober, což byla hospoda, která poskytla základ pro pozdější osadu prvně oficiálně zmíněnou v roce 1593 v souvislosti s Hannsem III. Stroblem, který byl k roku 1587 místním úředníkem a majitelem hospody (Tavernenwirt). Později se Joseph Sigmund Berchtold und Sonnenburg přiženil do rodiny Stroblů a stal se spoluvlastníkem. Nicméně jméno „Strobl“ bylo pevně spojené s oblastí kolem hostince Am Schober . Nejbližší cesta, která vede do města od východu, se stále nazývá „Schoberweg.“
Kolem roku 1800 s expanzí poštovních a dostavníkových linek byl zřízen hostinec Platzlhof jako stanice poštovní dráhy Thurn Taxisů. Vzhledem ke svému malebnému vzhledu vesnice prosperovala od roku 1877 do roku 1890, s přelivem cestovního ruchu z Bad Ischlu. Spisovatel Hugo von Hofmannsthal trávil prázdniny ve Stroblu, a kolem roku 1900 se Strobl stal sídlem barona Gecmen-Waldeck, jehož rodinný průmysl generoval obrovské bohatství a který vystavěl přepychové sídlo v Hietzingu (Vídeň), stejně jako rozsáhlé nemovitosti v Čechách. Během tohoto období Strobl pravidelně hostil akce pro aristokracii a vysokou buržoazii trávící léto v Bad Ischlu. Po druhé světové válce část majetku byla přeměněna na Kurhotelu Schloss Strobl.
Po první světové válce se Strobl stal vyhledávaným letoviskem pro filmové hvězdy jako byli Emil Jannings a Theo Lingen. Ruská princezna Marie Vasilčiková ve své monografii „Berlin Diaries,“ zmiňuje zastávku ve Stroblu během jejího letu po spiknutí a pokusu o atentát ze 20. července 1944 na Adolfa Hitlera.
V posledních dnech druhé světové války byli ve Stroblu internování belgický král Leopold III. a princezna Mary Lilian Baels – bedlivě střeženi kontingentem Waffen-SS. Ihned poté, co byl král byl osvobozen americkou armádou, jeho bratr princ Charles a belgický premiér Achille Van Acker přijeli do Stroblu konfrontovat krále s jeho obviněním ze spolupráce s nacistickou okupací v jeho dřívějších etapě; horký spor je znám jako „královské otázky“ a dominoval belgické politice až do roku 1950. Lze říci, že tento spor započal v tomto rakouském městečku.
Město bylo po válce v americkém pásmu okupační zóny Rakouska, kdy vila vídeňské bankovní rodiny Deutsch (vyvlastněna nacisty v roce 1938) sloužila jako důstojnický klub. Strobl byl místem vysídleného tábora. V roce 2008 kulturní centrum, které nyní sídlí ve vile, představilo historickou výstavu místního odporu vůči nacistům.

## Farní kostel svatého Zikmunda

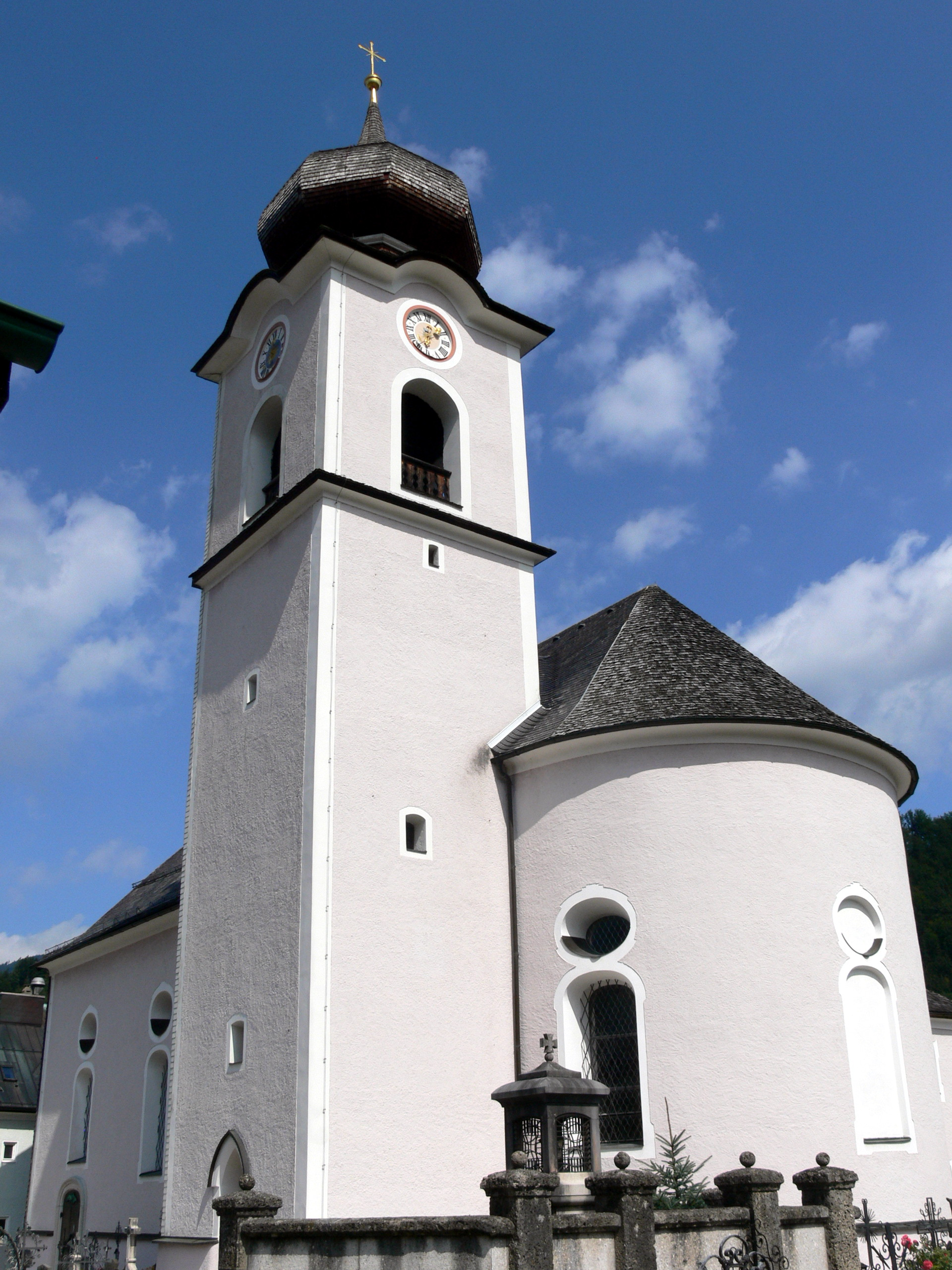
Farní kostel svatého Zikmunda

Strobl má atraktivní kostel, kde je pohřben princ Tassilo von Fürstenberg.
V roce 1758 arcibiskup Zikmund III (Christoph von Schrattenbach) pověřil Kassiana Singera, stavitele z Kitzbühelu, aby ve vesnici postavil kostel. Singer zemřel před dokončením projektu a ten byl předán Palierovi Hubertovi Andräovi ze St. Gilgenu. Kostel byl zasvěcen arcibiskupskému patronu dne 3. května 1761.
V téměř původním stavu je zachován původní pozdně barokní vzhled kostela. Vysoký oltářní obraz Johanna Benedikta Werkstättera ukazuje St. Zikmunda spolu s Nejsvětější Trojicí. Jsou tam také sochy sv. Kryštofa a St. Josefa od Sebastiana Eberla. Hlavní oltář a svatostánek byly vyrobeny Lorenzem Hörmblerem. Na levém bočním oltáři je znázorněna Panna Marie, Matka dobré rady (Maria vom guten Rat) a na pravé straně svatý František Saleský, namalovaný Peterem Antonem Lorenzonim.
Nové varhany (postavené firmou Orgelbau Felsberg) byly věnované v roce 2003.

## Politika
Místa v zastupitelstvu (Gemeinderat) od voleb z roku 2014:
- Rakouská lidová strana (ÖVP): 11
- Sociálnědemokratická strana Rakouska (SPÖ): 5
- Svobodná strana Rakouska (FPÖ): 3

## Známí obyvatelé
- Hugo von Hofmannsthal si Strobl vybral jako své oblíbené útočiště.
- Strobl byl od roku 1929 letním domovem herce Emila Janningse a jeho primární bydliště po roce 1945, kde zemřel v roce 1950.
- Po deportaci úředníků nacisty v květnu 1945 herec Theo Lingen sloužil několik dní de facto jako starosta města.
- Helene Thimigová, herečka a manželka divadelního režiséra Maxe Reinhardta, žila více než 20 let ve Stroblu. Je připomenuta bustou na promenádě.